# Бюджетна множина
Бюдже́тна множина́ — поняття, що використовується в мікроекономіці (в теорії споживчої поведінки), що позначає підмножину множини допустимих альтернатив (споживчих наборів) з урахуванням економічних (бюджетних) обмежень, під якими розуміють обмеження витрат споживача його доходами та (або) початковими запасами економічних благ.

## Формальне визначення
Нехай {\displaystyle X} — множина (потенціально) допустимих альтернатив (споживчих наборів), {\displaystyle p} — невід'ємний вектор цін економічних благ, {\displaystyle R} — дохід споживача. Тоді бюджетну множину визначають як множину альтернатив {\displaystyle x\in X}, для яких виконується нерівність {\displaystyle px\leqslant R}, тобто:
{\displaystyle B(p,R)=\{x\in X|px\leqslant R\}}
Бюджетне обмеження може бути пов'язане з початковим запасом благ {\displaystyle x_{0}}, тобто доходом у цьому разі може бути лише прибуток від продажу якихось початкових запасів. Тоді бюджетна множина визначається так:
{\displaystyle B^{*}(p,x_{0})=\{x\in X|px\leqslant px_{0}\}=\{x\in X|p(x-x_{0})\leqslant 0\}}
Тобто, вартість покупок не перевищує вартості продажу.
Звичайно, можливе також поєднання, тобто дохід може бути як зовнішнім, так і пов'язаним із початковими запасами.

## Властивості
Насамперед бюджетні множини передбачаються непорожніми. У разі бюджетної множини {\displaystyle B(p,R)} для цього достатньо, щоб дохід {\displaystyle R} був більшим від мінімально необхідного для придбання хоча б одного допустимого набору, тобто {\displaystyle R>\inf _{x\in X}px}. У разі бюджетної множини {\displaystyle B^{*}(p,x_{0})} ця умова означає лише те, що початковий вектор належить допустимій множині {\displaystyle X}, що відразу й передбачається.
Бюджетна множина є замкнутою, обмеженою та опуклою множиною. Для обмеженості формально необхідно (і достатньо), щоб вектор цін був строго більшим за нуль (тобто всі ціни мають бути додатними). Замкнутість та обмеженість бюджетної множини забезпечують існування розв'язку задачі споживача (див. нижче).
Бюджетна множина {\displaystyle B(p,R)} є «однорідною нульового степеня», тобто якщо ціни та дохід помножити на одне й те саме число, то отримаємо ту саму бюджетну множину. У разі бюджетної множини {\displaystyle B^{*}(p,x_{0})} це означає «однорідність нульового степеня» за вектором цін.
При фіксованому векторі цін бюджетна множина з меншим доходом є підмножиною бюджетної множини з більшим доходом. При фіксованому доході бюджетна множина з більшими цінами є підмножиною бюджетної множини з меншими цінами.

## Задача споживача
Бюджетна множина використовується в так званій прямій (маршалліанській) задачі споживача, що полягає в максимізації функції корисності {\displaystyle u(x)} на бюджетній множині альтернатив {\displaystyle B}:
{\displaystyle {\begin{cases}u(x)\rightarrow \max \\x\in B\subset X\end{cases}}}
Зокрема, для бюджетного обмеження доходу задача має вигляд:
{\displaystyle {\begin{cases}u(x)\rightarrow \max \\px\leqslant R,x\in X\end{cases}}}
За неперервної функції корисності з урахуванням властивостей компактності (обмеженості та замкнутості) бюджетної множини задача споживача завжди має розв'язок.